# Földvári Ferenc
Földvári Ferenc, 1913-ig Deutsch (Budapest, 1895. augusztus 25. – Budapest, 1981. február 19.) orvos, bőrgyógyász, egyetemi tanár, az orvostudományok kandidátusa (1952).

## Élete
Deutsch Artúr orvos és Back Irén gyermekeként született zsidó családban. Tanulmányait a Budapesti Tudományegyetemen végezte, ahol 1919-ben szerezte meg orvosi oklevelét. Oklevelének megszerzésének évében néhány hónapot az egyetemi Kórbonctani Intézetben töltött. A következő évtől a Bőr- és Nemikórtani Klinika díjtalan gyakornoka volt. 1923 szeptemberétől díjas gyakornok, 1924-től tanársegéd volt. 1936 februárjában magántanári képzettséget szerzett a Bőrgyógyászati therápia című tárgykörből. Ugyanezen év szeptemberétől fizetéses tanársegédi minőségben megkapta a fizetéstelen adjunktusi címet. 1938-ban megbízott intézeti vezető lett, majd a következő év novemberében megvált állásától. 1938 és 1945 között magángyakorlatot folytatott. Nővére, Deutsch Klára a holokauszt áldozata lett. 1945. április 4-től ismét a klinika munkatársa lett fizetéstelen adjunktusként. A következő évben nyilvános egyetemi tanári címet kapott és kinevezték a budapesti Pázmány Péter Tudományegyetem Bőr- és Nemikórtani Klinikájának igazgatójává. 1952-től vezette az Országos Bőr- és Nemikórtani Intézetet. A szakcsoport elnöke volt és szerkesztőbizottsági tagja a szakcsoport tudományos lapjának. Az MTA Biológiai és Klinikai Bizottságában mint referens működött, és az Akadémia szakbizottságának elnöke volt. Számos külföldi társaság és tudományos lap szerkesztőbizottsága választotta tagjának. Huszonegy éven át vezette az országos legjelentősebb dermato-venerológiai intézményét és tizenkilenc évig a Magyar Dermatológiai Társaság elnöke volt.
Kutatási területe a bőr hólyagos megbetegedései, a gombás fertőzések, a nemi betegségek és a szifilisz különböző kórformái. Közel száz tudományos közleménye jelent meg, a fele idegen nyelven. Jelentős részben működésének köszönhető, hogy az 1960-as években a szifilisz visszaszorult Magyarországon.
A Farkasréti temetőben nyugszik (27-10. sírbolt).

## Családja
Felesége héthársi Neumann Izabella (1905–1973) volt, Neumann D. Sándor fakereskedő és héthársi Neumann Helén lánya, akit 1944-ben Budapesten vett nőül.

## Tagságai
- a moszkvai Vesztnyik Dermatologii szerkesztőbizottságának tagja
- a berlini Dermatologische Wochenschrift szerkesztőbizottsági tagja
- az amszterdami Excerpta Medica szerkesztőbizottságának tagja
- a müncheni Hautarzt szerkesztőbizottságának tagja
- a bázeli Dermatologica szerkesztőbizottságának tagja
- az Osztrák Dermatológiai Társulat (Österreichische Dermatologische Gesellschaft) tiszteletbeli tagja
- az Olasz Dermatológiai Társulat tiszteletbeli tagja
- a Bolgár Dermatológiai Társulat (Societas Dermatologica Bulgarica) tagja
- az indiai Dermatológiai Társulat tiszteletbeli tagja
- a Német Dermatológiai Társaság (Deutsche Dermatologische Gesellschaft) tagja
- a belga Dermatológiai Társulat levelező tagja
- a Lengyel Dermatológiai Társulat (Societas Dermatologica Pologna) tiszteletbeli tagja
- az International Society of Tropical Dermatology (New York) rendes tagja és intéző bizottságának tagja
- a Leopoldina Német Természettudományos Akadémia tagja (1967-től)

## Főbb művei
- Complement fixatiós vizsgálatok gombás bőrbetegségekben (Magyar Orvosi Archívum, 1935, 36.)
- A syphilis gyógyításáról és a gyógyulásáról (Orvosképzés, 1936)
- Penicillin és syphilis (Orvosok Lapja, 1948, 45.)
- Penicillinhatása trypanosoma equiperdum fertőzésre (Flórián Edével, Orvosok Lapja, 1948, 47.)
- Mustárnitrogénnel kezelt mycosis fungoides két esete (Orvosok Lapja, Nékám Lajossal, 1948, 52.)
- BAL-lal kezelt bőrgyulladások (arany, arsenobenzol); BAL által okozott exanthema (Thoroczkay Miklóssal, Orvosi Hetilap, 1949, 6.)
- Az aktinomycosis gyógyításáról: 15 penicillinnel kezelt beteg gyógyulási eredményei (Orvosi Hetilap, 1950, 30.)
- A syphilis kezelése kapcsán jelentkező károsodásokról, különös tekintettel az arzenobenzolra: javallatok és ellenjavallatok a kezelésben (Orvosi Hetilap, 1951, 28.)
- Mély gombás fertőzésekről, különös tekintettel a blastomycosisra (Flórián Edével, Orvosi Hetilap, 1954, 4.)
- A száj nyálkahártya infiltrativ és exsudativ folyamatairól* (syphilis, pemphigus) (Fogorvosi Hetilap, 1955, 10.)
- Nékám Lajos (1868-1957) (Orvosi Hetilap, 1957, 13.)
- A szifilisz kezelésének újabb irányelvei és ezek átvitele a gyakorlatba (Orvosi Hetilap, 1958, 12.)
- Tapasztalatok a steroid károsodásokról; jelentőségük a kezelésben (Vértes Bódoggal és Snekszer Mihállyal, Orvosi Hetilap, 1960, 16.)
- A morbidistatikus steroidterápia megközelítésének problémái (Vértes Bódoggal és Masszi Józseffel, Orvosi Hetilap, 1960, 22.)
- A syphilis jelenlegi helyzete Magyarországon (Károlyi Istvánnal, Orvosi Hetilap, 1960, 24.)
- A dermatológia haladásáról és helyzetéről (Orvosi Hetilap, 1962, 13.)
- Újabb megfigyelések a gluteális bőr-blastomykosishoz (Flórián Edével, Orvosi Hetilap, 1962, 36.)
- Rávnay Tamás (1893-1963) (Orvosi Hetilap, 1963, 33.)
- A syphilis leküzdésének legfontosabb tényezőiről (Károlyi Istvánnal, Orvosi Hetilap, 1964, 10.)
- Therápiás tapasztalatok 643 pemphigus-eset alapján (Orvosi Hetilap, 1965, 30.)
- Mély mykosisokkal kapcsolatos 15 évi tapasztalataink (Flórián Edével, Orvosi Hetilap, 1966, 1.)
- Visszatekintés a dermatológia történetére. Megfigyelések és adatok a pemphigus egyes kérdéseihez (Orvosi Hetilap, 1967, 50.)

## Díjai, elismerései
- Kiváló orvos (1954)
- a Helsinki Egyetem díszdoktora (1966)
- Semmelweis-emlékérem (1966)
- Munka Érdemrend arany fokozata (1967)

## Emlékezete
- Halálát követően örököse alapítványt hozott létre fiatal bőrgyógyász szakorvosok támogatására. Az Alapítvány 1981-től 1993-ig működött, majd 2005-ben felélesztették az Alapítványt és azóta minden évben átadják a Dr. Földvári Ferenc-díjat.